# Échauffour
Échauffour ist eine französische Gemeinde mit 730 Einwohnern (Stand 1. Januar 2022) im Département Orne in der Region Normandie; sie gehört zum Arrondissement Mortagne-au-Perche und zum Kanton Rai.

## Bevölkerungsentwicklung
- 1962: 1139
- 1968: 1005
- 1975: 1005
- 1982: 0836
- 1990: 0735
- 1999: 0768
- 2004: 0797

## Sehenswürdigkeiten
Im Ort befindet sich der Dolmen de la Pierre Levée und die seit 1927 unter Denkmalschutz stehenden Crouttes-Menhire (französisch Menhirs des Crouttes). Eine Gruppe von drei etwa 30 Meter voneinander entfernt stehenden Menhiren aus Sandstein. Der größte ist 3,75 Meter hoch, der zweite 3,1 Meter und der dritte auf dem Kopf stehende 3,2 Meter hoch.
Der Dolmen Pierre Levée verfügt über einen Deckstein von 5,5 Meter Länge und 2,5 Meter Breite, der auf zwei Orthostaten ruht. Vier weitere sind östlich des Dolmens vergraben. Alle sind aus Sandstein.

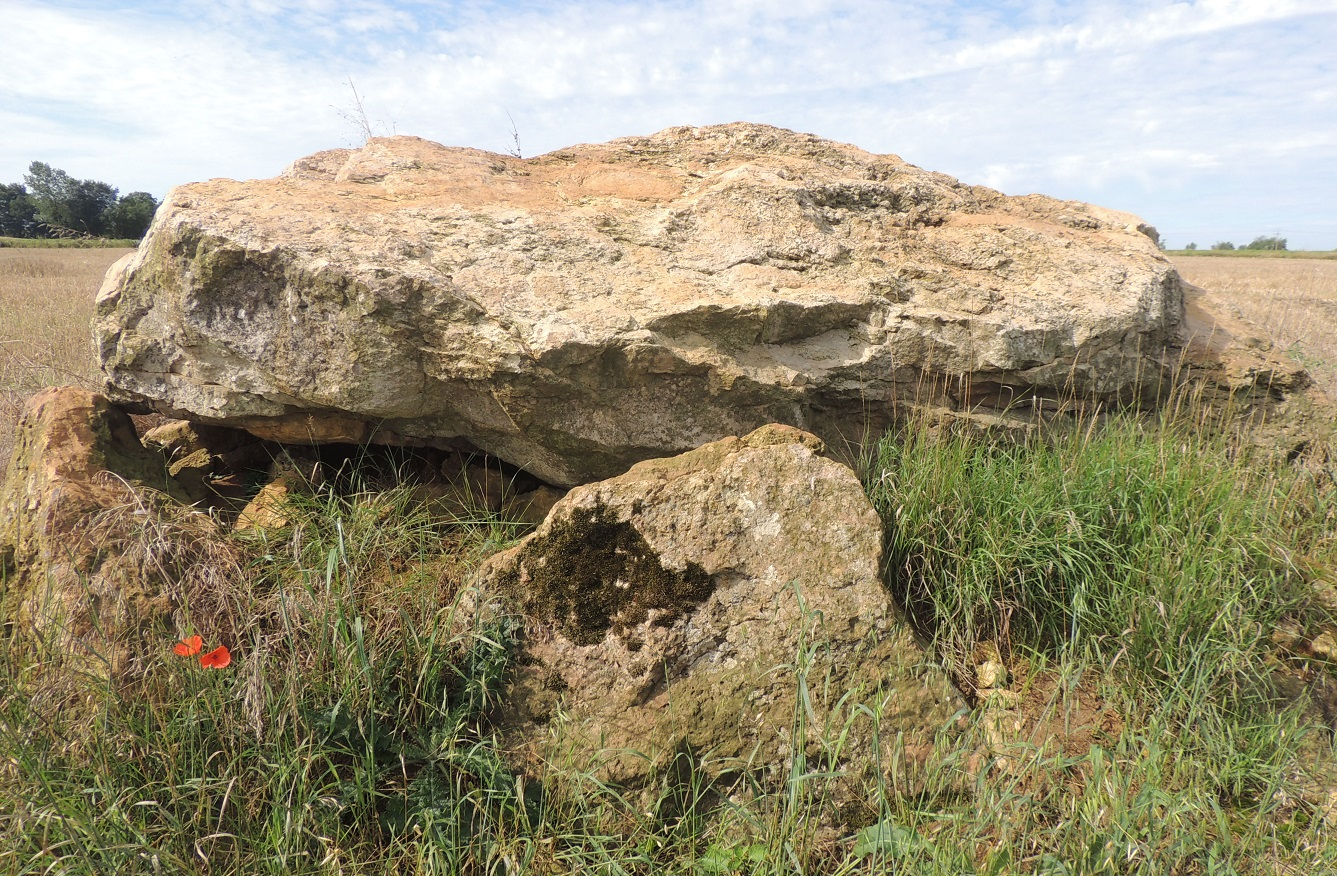
Dolmen Pierre Levée
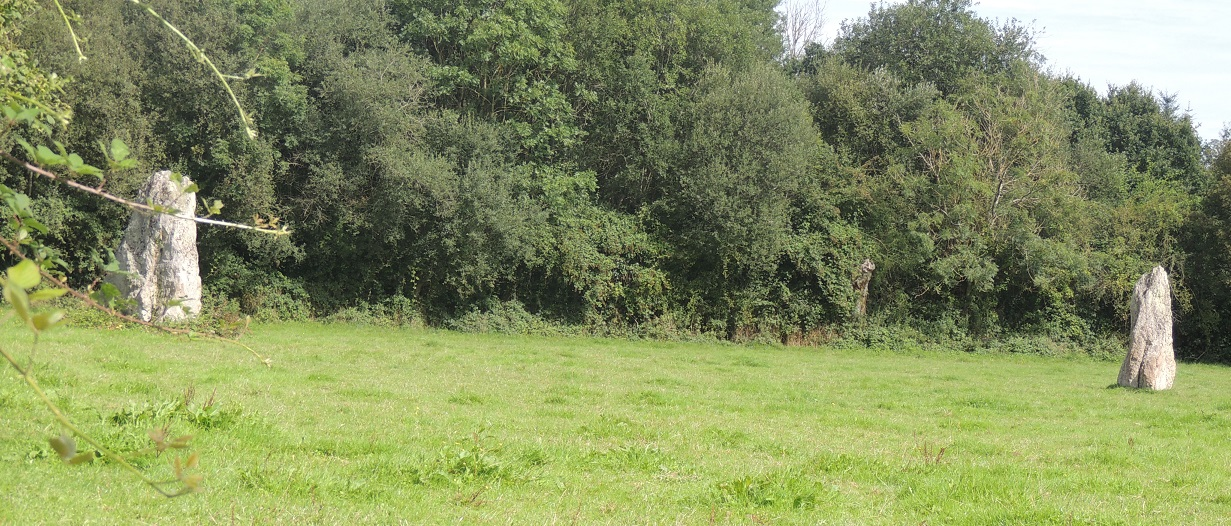
Zwei der Menhire

Die Burg aus der Zeit um 1000 wurde im 15. Jahrhundert durch ein befestigtes Gebäude ersetzt, das im 18. Jahrhundert erweitert wurde.

## Persönlichkeiten
1763 wurde der Marquis de Sade für vier Monate auf das Château d’Échauffourt verbannt, das seinem Schwiegervater Claude-René de Montreuil gehörte. Nach der Trennung vom Marquis lebte seine Frau Renée-Pélagie de Montreuil die meiste Zeit des Jahres hier; sie starb 1810.